# Magda macht das schon!/Episodenliste
Diese Episodenliste enthält alle Episoden der deutschen Comedyserie Magda macht das schon!, sortiert nach der deutschen Erstausstrahlung. Die Fernsehserie umfasst derzeit drei Staffeln mit 36 Episoden mit einer Länge von jeweils etwa 25 Minuten.

## Übersicht
| Staffel | Episodenanzahl | Deutschsprachige Erstausstrahlung | Deutschsprachige Erstausstrahlung |
| Staffel | Episodenanzahl | Staffelpremiere                   | Staffelfinale                     |
| ------- | -------------- | --------------------------------- | --------------------------------- |
| 1       | 10             | 5. Januar 2017                    | 2. Februar 2017                   |
| 2       | 14             | 4. Januar 2018                    | 15. März 2018                     |
| 3       | 12             | 22. Dezember 2018                 |                                   |
| 4       | 10             | 7. Januar 2021                    |                                   |

## Staffel 1
Die Erstausstrahlung der ersten Staffel war vom 5. Januar bis zum 2. Februar 2017 in Doppelfolgen auf dem deutschen Sender RTL zu sehen.
| Nr. (ges.) | Nr. (St.) | Originaltitel       | Erstausstrahlung D | Regie           | Drehbuch                             |
| ---------- | --------- | ------------------- | ------------------ | --------------- | ------------------------------------ |
| 1          | 1         | Blitzstart          | 5. Jan. 2017       | Torsten Wacker  | Sebastian Andrae                     |
| 2          | 2         | Tapetenwechsel      | 5. Jan. 2017       | Torsten Wacker  | Sebastian Andrae                     |
| 3          | 3         | Nachtgestalten      | 12. Jan. 2017      | Torsten Wacker  | Sebastian Andrae                     |
| 4          | 4         | Schutzgeld          | 12. Jan. 2017      | Torsten Wacker  | Sebastian Andrae, Christof Ritter    |
| 5          | 5         | Oma-Battle          | 19. Jan. 2017      | Torsten Wacker  | Sebastian Andrae                     |
| 6          | 6         | Spielverderber      | 19. Jan. 2017      | Nico Zingelmann | Sebastian Andrae                     |
| 7          | 7         | Harter Schnitt      | 26. Jan. 2017      | Nico Zingelmann | Sebastian Andrae, Michael Gantenberg |
| 8          | 8         | Jugendsünden        | 26. Jan. 2017      | Nico Zingelmann | Sebastian Andrae, Christoph Wortberg |
| 9          | 9         | Zweite Meinung      | 2. Feb. 2017       | Nico Zingelmann | Sebastian Andrae                     |
| 10         | 10        | Rette mich wer kann | 2. Feb. 2017       | Nico Zingelmann | Sebastian Andrae, Christof Ritter    |

## Staffel 2
Die Erstausstrahlung der zweiten Staffel erfolgte zwischen dem 4. Januar 2018 und dem 15. März 2018 auf dem deutschen Sender RTL.
| Nr. (ges.) | Nr. (St.) | Originaltitel               | Erstausstrahlung D | Regie           | Drehbuch                          |
| ---------- | --------- | --------------------------- | ------------------ | --------------- | --------------------------------- |
| 11         | 1         | Kleidertausch               | 4. Jan. 2018       | Torsten Wacker  | Sebastian Andrae                  |
| 12         | 2         | Ruhe in Frieden             | 4. Jan. 2018       | Torsten Wacker  | Sebastian Andrae                  |
| 13         | 3         | Wunder gibt es immer wieder | 11. Jan. 2018      | Nico Zingelmann | Sebastian Andrae                  |
| 14         | 4         | Rückfall                    | 11. Jan. 2018      | Torsten Wacker  | Sebastian Andrae, Christof Ritter |
| 15         | 5         | Pierogi-Diät                | 18. Jan. 2018      | Nico Zingelmann | Sebastian Andrae                  |
| 16         | 6         | Hoher Besuch                | 25. Jan. 2018      | Nico Zingelmann | Sebastian Andrae                  |
| 17         | 7         | Annerose, ich will!         | 1. Feb. 2018       | Torsten Wacker  | Sebastian Andrae                  |
| 18         | 8         | Schlesisches Himmelreich    | 8. Feb. 2018       | Nico Zingelmann | Sebastian Andrae                  |
| 19         | 9         | Männertage                  | 15. Feb. 2018      | Nico Zingelmann | Sebastian Andrae                  |
| 20         | 10        | Karate-Conny                | 22. Feb. 2018      | Isabel Braak    | Sebastian Andrae                  |
| 21         | 11        | Polnische Leiter            | 1. März 2018       | Isabel Braak    | Sebastian Andrae                  |
| 22         | 12        | Heckenschützen              | 8. März 2018       | Isabel Braak    | Sebastian Andrae                  |
| 23         | 13        | Sommer der Liebe            | 15. März 2018      | Torsten Wacker  | Sebastian Andrae                  |
| 24         | 14        | Reisefieber                 | 15. März 2018      | Isabel Braak    | Sebastian Andrae                  |

## Staffel 3
Anfang März 2018 verlängerte RTL die Fernsehserie um eine dritte Staffel, die aus 12 Episoden besteht. Die Ausstrahlung im Fernsehen begann am 3. Januar 2019, nachdem alle Folgen der dritten Staffel bereits am 22. Dezember 2018 auf TVNOW veröffentlicht wurden.
| Nr. (ges.) | Nr. (St.) | Originaltitel                   | Erstausstrahlung D | Regie          | Drehbuch         |
| ---------- | --------- | ------------------------------- | ------------------ | -------------- | ---------------- |
| 25         | 1         | Platzangst                      | 22. Dez. 2018      | Torsten Wacker | Sebastian Andrae |
| 26         | 2         | Der unsichtbare Georg           | 22. Dez. 2018      | Torsten Wacker | Sebastian Andrae |
| 27         | 3         | Schieflage                      | 22. Dez. 2018      | Torsten Wacker | Sebastian Andrae |
| 28         | 4         | Anti Age                        | 22. Dez. 2018      | Torsten Wacker | Sebastian Andrae |
| 29         | 5         | Lampenfieber                    | 22. Dez. 2018      | –              | Sebastian Andrae |
| 30         | 6         | Das neue Testament              | 22. Dez. 2018      | –              | Sebastian Andrae |
| 31         | 7         | Geisterseher                    | 22. Dez. 2018      | –              | Sebastian Andrae |
| 32         | 8         | Kleine Schwester                | 22. Dez. 2018      | –              | Sebastian Andrae |
| 33         | 9         | Bettenwechsel                   | 22. Dez. 2018      | –              | Sebastian Andrae |
| 34         | 10        | Freundschaft plus               | 22. Dez. 2018      | –              | Sebastian Andrae |
| 35         | 11        | Das Geheimnis polnischer Frauen | 22. Dez. 2018      | –              | Sebastian Andrae |
| 36         | 12        | Hochzeitspolka                  | 22. Dez. 2018      | –              | Sebastian Andrae |

## Staffel 4
Im Mai 2019 verlängerte RTL die Serie um eine 4. Staffel.